# Timothy Lawrence Doherty
Timothy Lawrence Doherty (Rockford, 29 settembre 1950) è un vescovo cattolico statunitense, dal 12 maggio 2010 vescovo di Lafayette in Indiana.

## Biografia
Timothy Lawrence Doherty è nato a Rockford, nell'Illinois, il 29 settembre 1950 ed è il maggiore dei sette figli di Lawrence e June Doherty.

### Formazione e ministero sacerdotale
Ha frequentato le scuole elementari "San Patrizio", "Nostra Signora degli Angeli" e "San Tommaso", il seminario minore "Santa Maria" a Crystal Lake dal 1964 al 1968 e poi il Saint Ambrose College a Davenport dal 1968 al 1972 dove ha conseguito il Bachelor of Arts. Lo stesso anno è stato inviato a Roma per studi. Ha preso residenza nel Pontificio collegio americano del Nord. Nel 1976 ha ottenuto il baccalaureato in teologia presso la Pontificia Università Gregoriana.
Il 26 giugno 1976 è stato ordinato presbitero per la diocesi di Rockford da monsignor Arthur Joseph O'Neill. In seguito è stato vicario parrocchiale della parrocchia della cattedrale di San Pietro a Rockford dal 1976 al 1981. Nel 1981 è stato inviato a Roma per studi. L'anno successivo ha conseguito la licenza in teologia morale presso l'Accademia alfonsiana. Tornato in patria è stato docente di studi religiosi alla Boylan Central Catholic High School di Rockford dal 1982 al 1986 e principale assistente e capo del dipartimento di religione alla Marian Central Catholic High School di Woodstock dal 1986 al 1991. Nel 1991 è stato inviato a Chicago per terminare gli studi. Nel 1995 ha ottenuto il dottorato di ricerca in etica cristiana presso la Loyola University. Tornato in diocesi è stato delegato diocesano per l'etica nelle questioni sanitarie dal 1995 al 2010; professore associato di teologia e etica sanitaria presso l'OSF St. Anthony College of Nursing di Rockford dal 1996 al 1999; amministratore parrocchiale della parrocchia di San Giacomo a Lee nel 1999; parroco della parrocchia di Santa Maria a Byron dal 1999 al 2007 e parroco della parrocchia di Santa Caterina da Siena a Dundee e della missione di Santa Maria a Gilberts dal 2007.
Ha prestato servizio anche come rappresentante del presbiterio diocesano presso la Conferenza cattolica dell'Illinois, membro del consiglio dell'Associazione sanitaria cattolica dell'Illinois e presidente della Conferenza nazionale dei coordinatori diocesani degli affari sanitari (oggi non più esistente). Fino al 2010 ha partecipato ai lavori del sottocomitato per la bioetica dell'arcidiocesi di Chicago e del comitato etico di sistema dell'OSF Healthcare di Peoria.
Nel 2007 è stato nominato cappellano di Sua Santità.

### Ministero episcopale
Il 12 maggio 2010 papa Benedetto XVI lo ha nominato vescovo di Lafayette in Indiana. Ha ricevuto l'ordinazione episcopale il 2 febbraio successivo nella cattedrale di Nostra Signora di Guadalupe a Dodge City dall'arcivescovo metropolita di Indianapolis Daniel Mark Buechlein, co-consacranti il vescovo di Rockford Thomas George Doran e il vescovo emerito di Lafayette in Indiana William Leo Higi. Durante la stessa celebrazione ha preso possesso della diocesi.
Nel febbraio del 2012 e nel dicembre del 2019 ha compiuto la visita ad limina.
Nel novembre del 2016, il vescovo Doherty è stato eletto presidente del comitato per la protezione dei bambini e dei giovani della Conferenza dei vescovi cattolici degli Stati Uniti. Ha assunto la presidenza del comitato nel novembre del 2017 per un mandato di tre anni. Questo ufficio lo ha reso anche membro del comitato amministrativo e del consiglio di fondazione per la società civile. Dal maggio del 2012 al novembre del 2016 è stato delegato episcopale presso il consiglio di amministrazione della Catholic Health Association.

## Genealogia episcopale
La genealogia episcopale è:
- Cardinale Scipione Rebiba
- Cardinale Giulio Antonio Santori
- Cardinale Girolamo Bernerio, O.P.
- Arcivescovo Galeazzo Sanvitale
- Cardinale Ludovico Ludovisi
- Cardinale Luigi Caetani
- Cardinale Ulderico Carpegna
- Cardinale Paluzzo Paluzzi Altieri degli Albertoni
- Papa Benedetto XIII
- Papa Benedetto XIV
- Papa Clemente XIII
- Cardinale Marcantonio Colonna
- Cardinale Giacinto Sigismondo Gerdil, B.
- Cardinale Giulio Maria della Somaglia
- Cardinale Carlo Odescalchi, S.I.
- Cardinale Costantino Patrizi Naro
- Cardinale Lucido Maria Parocchi
- Papa Pio X
- Cardinale Gaetano De Lai
- Cardinale Raffaele Carlo Rossi, O.C.D.
- Cardinale Amleto Giovanni Cicognani
- Arcivescovo Paul John Hallinan
- Cardinale Joseph Louis Bernardin
- Arcivescovo Thomas Cajetan Kelly, O.P.
- Arcivescovo Daniel Mark Buechlein, O.S.B.
- Vescovo Timothy Lawrence Doherty

## Araldica
| Stemma | Titolare                                                 | Descrizione |
|        | Timothy Lawrence Doherty Vescovo di Lafayette in Indiana | Partito: al primo di vaio, allo scudetto di rosso alla banda d'oro; al capo d'azzurro, alla mezzaluna montante d'argento, alla fascia merlata nascente dello stesso; al secondo troncato cannellato di due pezzi: al I d'azzurro al giglio d'oro, al II d'oro al cuore fiammeggiante di rosso, cimato da una croce dello stesso e spinato d'oro. Ornanenti esteriori da vescovo. La croce processionale è caricata del simbolo trinitario noto come triquetra, tipico dell'Irlanda. Motto: "The word of God is not chained" ("La parola di Dio non è incatenata"). |